# Karana hoenei
Karana hoenei là một loài bướm đêm trong họ Noctuidae.